# RMFon.pl

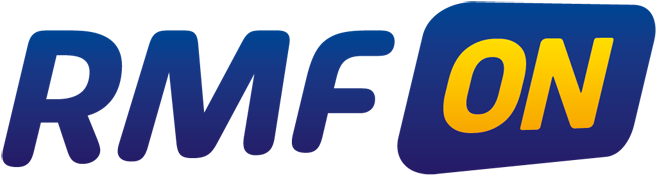
Logotyp obowiązujący do 2025

RMFon.pl (dawniej Miasto Muzyki) – serwis internetowy Grupy RMF FM udostępniający w Internecie streaming (strumień) stacji radiowych i kanałów tematycznych. Obecnie posiada 97 kanałów muzycznych.

## Kalendarium
- 29 kwietnia 2007[1] – uruchomienie serwisu MiastoMuzyki.pl
- 15 stycznia 2008 roku, z okazji 18 urodzin radia RMF FM, nastąpiła nowa odsłona platformy muzycznej MiastoMuzyki.pl. Do aktualnie nadających RMF Classic Rock, RMF Rock, RMF POPlista, RMF R&B, RMF Dance, RMF Słoneczne Przeboje, RMF Polskie Przeboje, RMF Love, RMF Gold, RMF Bravo i RMF Chillout dodano 4 nowe kanały – eLO RMF (stacja tworzona przez licealistów z Krakowa, Skawiny i Jarosławia), RMF MAXX Hop Bęc, RMF Smooth Jazz oraz RMF Wasza Muzyka, w sumie 18 kanałów. Dodano również wtedy serwis muzyczny, zawierający biografie artystów, dyskografie, teledyski, fragmenty utworów, galerie i forum.
- W lutym 2008 uruchomiono kolejnych 5 kanałów: RMF 80s – największe hity lat 80., RMF Electro Shockwave – alternatywna muzyka elektro, RMF Hot New – kanał poświęcony nowościom muzycznym, RMF Party – największe taneczne hity ostatnich 20 lat i RMF Ten Top – magazyn muzyczny Marcina Jędrycha przez całą dobę.
- 1 marca 2008 zostało uruchomionych kolejnych 7 kanałów – RMF Alternatywa, RMF Club, RMF Depeche Mode, RMF Extra, RMF Hard & Heavy, RMF Lady Pank oraz RMF Muzyka Filmowa. Tym samym liczba kanałów muzycznych w Mieście Muzyki wzrosła do 30.
- 2 marca 2008 – zmieniono szatę graficzną strony.
- 25 kwietnia 2008 dodano 6 nowych kanałów – RMF Blues, RMF Hip Hop, RMF Polski Rock, RMF PRL, RMF Reggae i RMF Rumor. Łączna liczba kanałów osiągnęła liczbę 36.
- Od 1 czerwca 2008 po uruchomieniu kolejnych kanałów – RMF 60s, RMF 70s, RMF 90s i RMF Baby – w serwisie jest już 40 kanałów.
- 26 czerwca 2008 powstały RMF 50s, RMF Przebój Lata, RMF Club Breaks i RMF Shanty.
- 12 września 2011 – serwis przeszedł rebranding. Zmieniono nazwę, adres oraz wygląd, a także funkcjonalność strony. Obecnie serwis funkcjonuje pod marką RMFon.pl[4]. Tego samego dnia uruchomiono nowe kanały – RMF 10 lat Poplisty oraz RMF Hop Bęc Old School[4].
- 18 sierpnia 2012 – uruchomiono cztery nowe kanały – RMF W Pracy, RMF Relaks, RMF Fitness oraz RMF Fitness Rock[5].
- 29 stycznia 2013 – start 5 nowych kanałów tematycznych – RMF Rio, RMF Karnawał, RMF Classic Karnawał, RMF 90s Dance, RMF Dubstep[6].
- W marcu 2025 serwis przeszedł rebranding. Zmieniono m.in. wygląd czy niektóre funkcjonalności, wprowadzono również subskrypcję RMF ON Premium[7].

## Odbiór
Muzyki słuchać można za pośrednictwem
- Aplikacji desktopowej dla systemu Windows[8]
- Wtyczek do przeglądarek Mozilla Firefox oraz Google Chrome[8]
- Dedykowanych telewizorów marki Samsung[8]
- Smartfonów z systemem Windows Phone, iOS oraz Android[8]

## Kanały muzyczne

### Stacje Grupy RMF działające naziemnie
W Internecie od powstania serwisu – 29 kwietnia 2007.
- RMF FM
- RMF Classic
- RMF Maxxx